# Leander Paes
Leander Adrian Paes (Kolkata, 17. lipnja 1973.) je indijski profesionalni tenisač. Paes je u svojoj karijeri ostvario Grand Slam u muškim parovima nakon pobjede na Australian Openu 2012. Sedam Grand Slam naslova u mušim parovima i šest u mješovitim parovima, te brojna druga Grand Slam finala, čine ga jednim od najvećih i najcjenjenijih igrača u muškim i mješovitim parovima na svijetu. Jedan je od najuspješnijih profesionalnih indijskih tenisača, a također je i bivši kapetan indijske Davis Cup reprezentacije. Dobitnik je indijske najveće sportske nagrade Rajiv Gandhi Khel Ratna 1996. i 1997., Arjuna nagrade 1990., i Padma Shri nagrade 2001. za izvanredan doprinos razvoju tenisa u Indiji. Paes je praunuk bengalskog pjesnika Michaela Madhusudan Dutta.

## Vanjska poveznica
- Profil na ATP-u